# Hóquei sobre a grama nos Jogos Sul-Americanos de 2014
O hóquei sobre a grama foi disputado nos Jogos Sul-Americanos de 2014 em sua sede principal, Santiago, a capital chilena. Este evento foi também válido como sendo a sexta edição do Campeonato Sul-Americano.
Tal como ocorrera em 2006, a Argentina conquistou a medalha de ouro nas modalidades masculina e feminina deste esporte, ambas de maneira invicta.

## Regulamento
Houve a realização de duas fases distintas, em ambas as modalidades. Na primeira, todas as equipes enfrentaram-se no sistema de pontos corridos. A segunda etapa foi reservada para as disputas do quinto lugar (entre os 5º e 6º colocados), das medalhas de bronze (entre os 3º e 4º colocados) e do ouro (entre os 1º e 2º colocados).
As seleções que asseguraram presença nas decisões pelo ouro sul-americano garantiram, também, as vagas diretas do continente para os Jogos Pan-Americanos de 2015, então celebrados na cidade de Toronto, no Canadá.

## Participantes
Nesta edição dos Jogos Sul-Americanos, participaram as seguintes seleções:
- Masculino: Argentina, Brasil, Chile, Peru, Uruguai e Venezuela.
- Feminino: Argentina, Brasil, Chile, Paraguai, Uruguai e Venezuela.

## Torneio masculino
Seguem-se, abaixo, as partidas realizadas no torneio masculino deste esporte.

### Primeira Fase
1ª rodada
| 8 de março |      |      |         |  |  |
| Argentina  | 27–0 | Peru | Reporte |  |  |

| 8 de março |     |         |         |  |  |
| Brasil     | 2–1 | Uruguai | Reporte |  |  |

| 8 de março |     |           |         |  |  |
| Chile      | 2–0 | Venezuela | Reporte |  |  |

2ª rodada
| 9 de março |     |        |         |  |  |
| Peru       | 1–8 | Brasil | Reporte |  |  |

| 9 de março |      |           |         |  |  |
| Argentina  | 10–3 | Venezuela | Reporte |  |  |

| 9 de março |     |         |         |  |  |
| Chile      | 2–0 | Uruguai | Reporte |  |  |

3ª rodada
| 11 de março |     |           |         |  |  |
| Uruguai     | 1–7 | Venezuela | Reporte |  |  |

| 11 de março |     |           |         |  |  |
| Brasil      | 1–6 | Argentina | Reporte |  |  |

| 11 de março |      |       |         |  |  |
| Peru        | 0–10 | Chile | Reporte |  |  |

4ª rodada
| 12 de março |     |        |         |  |  |
| Venezuela   | 1–4 | Brasil | Reporte |  |  |

| 12 de março |     |      |         |  |  |
| Uruguai     | 8–0 | Peru | Reporte |  |  |

| 12 de março |     |           |         |  |  |
| Chile       | 3–7 | Argentina | Reporte |  |  |

5ª rodada
| 14 de março |     |      |         |  |  |
| Venezuela   | 9–0 | Peru | Reporte |  |  |

| 14 de março |     |       |         |  |  |
| Brasil      | 1–3 | Chile | Reporte |  |  |

| 14 de março |     |         |         |  |  |
| Argentina   | 8–0 | Uruguai | Reporte |  |  |

#### Classificação Final - Primeira Fase
| Equipe    | Pts | J | V | E | D | GF | GC | Saldo |
| --------- | --- | - | - | - | - | -- | -- | ----- |
| Argentina | 15  | 5 | 5 | 0 | 0 | 58 | 7  | +51   |
| Chile     | 12  | 5 | 4 | 0 | 1 | 20 | 8  | +12   |
| Brasil    | 9   | 5 | 3 | 0 | 2 | 16 | 12 | +4    |
| Venezuela | 6   | 5 | 2 | 0 | 3 | 20 | 17 | +3    |
| Uruguai   | 3   | 5 | 1 | 0 | 4 | 10 | 19 | -9    |
| Peru      | 3   | 5 | 0 | 0 | 5 | 1  | 62 | -61   |

- Convenções: Pts = pontos, J = jogos, V = vitórias, E = empates, D = derrotas, GF = gols feitos, GC = gols contra, Saldo = diferença de gols.
- Critérios de pontuação: vitória = 3, empate = 1, derrota = 0.
- Argentina e Chile asseguraram presença nos Jogos Pan-Americanos de 2015.

### Fase Final

#### Disputa do 5º lugar
| 16 de março |     |      |         |  |  |
| Uruguai     | 5–0 | Peru | Reporte |  |  |

#### Disputa do Bronze
| 16 de março |     |           |         |  |  |
| Brasil      | 2–3 | Venezuela | Reporte |  |  |

#### Disputa do Ouro
| 16 de março |     |       |         |  |  |
| Argentina   | 8–1 | Chile | Reporte |  |  |

## Torneio feminino
Seguem-se, abaixo as partidas realizadas pelo torneio feminino deste esporte.

### Primeira Fase
1ª rodada
| 9 de março |      |           |         |  |  |
| Argentina  | 14–0 | Venezuela | Reporte |  |  |

| 9 de março |     |        |         |  |  |
| Uruguai    | 7–0 | Brasil | Reporte |  |  |

| 9 de março |     |          |         |  |  |
| Chile      | 8–1 | Paraguai | Reporte |  |  |

2ª rodada
| 10 de março |     |         |         |  |  |
| Venezuela   | 0–6 | Uruguai | Reporte |  |  |

| 10 de março |     |          |         |  |  |
| Argentina   | 8–0 | Paraguai | Reporte |  |  |

| 10 de março |     |        |         |  |  |
| Chile       | 5–0 | Brasil | Reporte |  |  |

3ª rodada
| 12 de março |     |          |         |  |  |
| Brasil      | 3–1 | Paraguai | Reporte |  |  |

| 12 de março |     |           |         |  |  |
| Uruguai     | 1–3 | Argentina | Reporte |  |  |

| 12 de março |     |       |         |  |  |
| Venezuela   | 1–7 | Chile | Reporte |  |  |

4ª rodada
| 13 de março |     |         |         |  |  |
| Paraguai    | 1–9 | Uruguai | Reporte |  |  |

| 13 de março |     |           |         |  |  |
| Brasil      | 2–1 | Venezuela | Reporte |  |  |

| 13 de março |     |           |         |  |  |
| Chile       | 0–2 | Argentina | Reporte |  |  |

5ª rodada
| 15 de março |     |           |         |  |  |
| Paraguai    | 1–3 | Venezuela | Reporte |  |  |

| 15 de março |      |        |         |  |  |
| Argentina   | 12–0 | Brasil | Reporte |  |  |

| 15 de março |     |       |         |  |  |
| Uruguai     | 1–4 | Chile | Reporte |  |  |

#### Classificação Final - Primeira Fase
| Equipe    | Pts | J | V | E | D | GF | GC | Saldo |
| --------- | --- | - | - | - | - | -- | -- | ----- |
| Argentina | 15  | 5 | 5 | 0 | 0 | 39 | 1  | +38   |
| Chile     | 12  | 5 | 4 | 0 | 1 | 25 | 5  | +20   |
| Uruguai   | 9   | 5 | 3 | 0 | 2 | 24 | 9  | +15   |
| Brasil    | 6   | 5 | 2 | 0 | 3 | 5  | 26 | -21   |
| Venezuela | 3   | 5 | 1 | 0 | 4 | 5  | 30 | -25   |
| Paraguai  | 0   | 5 | 0 | 0 | 5 | 4  | 31 | -27   |

- Convenções: Pts = pontos, J = jogos, V = vitórias, E = empates, D = derrotas, GF = gols feitos, GC = gols contra, Saldo = diferença de gols.
- Critérios de pontuação: vitória = 3, empate = 1, derrota = 0.
- Argentina e Chile asseguraram presença nos Jogos Pan-Americanos de 2015.

### Fase Final

#### Disputa do 5º lugar
| 16 de março |     |          |         |  |  |
| Venezuela   | 1–2 | Paraguai | Reporte |  |  |

#### Disputa do Bronze
| 16 de março |     |        |         |  |  |
| Uruguai     | 3–0 | Brasil | Reporte |  |  |

#### Disputa do Ouro
| 16 de março |     |       |         |  |  |
| Argentina   | 3–1 | Chile | Reporte |  |  |

## Medalhas
| Ordem | País      | Medalha de ouro | Medalha de prata | Medalha de bronze | Total |
| ----- | --------- | --------------- | ---------------- | ----------------- | ----- |
| 1     | Argentina | 2               |                  |                   | 2     |
| 2     | Chile     |                 | 2                |                   | 2     |
| 3     | Uruguai   |                 |                  | 1                 | 1     |
| 3     | Venezuela |                 |                  | 1                 | 1     |
| TOTAL | TOTAL     | 2               | 2                | 2                 | 6     |

## Ligação externa
- Site oficial dos Jogos Sul-Americanos Santiago-2014, salvo no portal Wayback Machine